# Il giudice di Canicattì - Rosario Livatino, il coraggio e la tenacia
Il giudice di Canicattì - Rosario Livatino, il coraggio e la tenacia è un film documentario indipendente italiano del 2016, scritto e diretto da Davide Lorenzano, con la voce narrante di Giulio Scarpati.
L'opera è un'indagine sulla personalità del giovane assassinato nel 1990 dalla stidda, dal 9 maggio 2021 primo magistrato proclamato beato nella Storia della Chiesa cattolica.
L'ideazione avvenne nel marzo del 2008, quando Lorenzano, allora diciassettenne, intervistò Vincenzo Livatino, padre di Rosario (scomparso nel 2010), per un progetto scolastico. La realizzazione del documentario, patrocinato dal comune di Canicattì, dal libero consorzio comunale di Agrigento e dall'assessorato dei Beni culturali della Regione Sicilia, ha rappresentato il mantenimento della promessa che lo studente manifestò a Livatino al termine dell'incontro.

## Trama
A distanza di ventisei anni dal barbaro assassinio per mano mafiosa di Rosario Angelo Livatino, Il giudice di Canicattì ne ha ricostruito il profilo umano e professionale.
Compagni di scuola e colleghi hanno scavato nei ricordi, riportando alla memoria la vita del giudice natìo della terra dei Templi e delle zagare; documenti inediti e immagini di archivio, come quelle delle teche Rai e di notiziari locali e nazionali, hanno rievocato la commozione popolare che l'Italia ha dimostrato per un uomo discreto, conosciuto solo dopo l'omicidio del 21 settembre del 1990, consumatosi in una scarpata adiacente alla statale 640, nelle dirette vicinanze di Agrigento. Il documentario ha rivelato, ad esempio, il video di un archivio privato contenente le immagini più recenti di Livatino prima del suo assassinio, risalenti ovvero al 28 luglio del 1990, quando, allietato e sorridente, è stato testimone nelle nozze di una coppia di amici.
Fra gli intervistati compaiono il collega Salvatore Cardinale, ex presidente della Corte d'appello di Caltanissetta, e Michele Emiliano: il presidente della Regione Puglia, anch'egli collega di Livatino al palazzo di Giustizia di Agrigento, tra gli altri ricordi riporta un episodio mai illustrato in precedenza, condiviso con Giovanni Falcone e Paolo Borsellino quando, dai locali del comune di Canicattì dove si riunirono poche ore prima del rito funebre, dovettero motivare la contrarietà dell'ingresso delle telecamere nella chiesa per le riprese al Presidente della Repubblica Francesco Cossiga, in seguito alla nota polemica instauratasi con parte della magistratura.
Intervengono inoltre Pietro Grasso, in qualità di presidente del Senato della Repubblica ed ex magistrato; Stefano Dambruoso, già questore della Camera dei Deputati e sostituto procuratore della Repubblica presso il Tribunale di Agrigento nei primi anni novanta e don Luigi Ciotti, presidente dell'associazione Libera contro le mafie. Il film contiene inoltre l'ultima apparizione pubblica di Ida Abate, che di Livatino è stata docente di lettere latine e greche al liceo classico "Ugo Foscolo" di Canicattì. L'insegnante, poi biografa del giudice, ha raccolto l'eredità di spirito del suo allievo, trasmettendola negli anni a venire a migliaia di giovani. È scomparsa nel 2017.
Quello tracciato da Lorenzano è un ritratto esclusivo del piccolo giudice, dichiarato martire in odium fidei dalla Santa Sede il 22 dicembre del 2020, con il supporto dell'illustrazione sulla sabbia della sand artist Silvia Emme e con la voce narrante di Giulio Scarpati che, nel 1994, ha interpretato Livatino in Il giudice ragazzino di Alessandro Di Robilant, vincendo il David di Donatello come miglior attore protagonista.

## Distribuzione
L'ideazione è stata annunciata il 9 maggio 2016 da Canicattì, paese natale di Rosario Livatino, nel contesto di Villa Grazia, bene confiscato alla mafia, alla presenza del Direttore dell'Agenzia nazionale per l'amministrazione e la destinazione dei beni sequestrati e confiscati alla criminalità organizzata Umberto Postiglione. La prima del film è stata presentata nella stessa città il 19 settembre 2016, all'auditorium della scuola primaria Padre Gioacchino La Lomia, alla presenza di Giovanni Romano, sostituto presso la Procura della Repubblica presso il Tribunale di Enna (scomparso a seguito di un incidente stradale nel 2019), e il 23 settembre con una proiezione presso il Teatro Sociale alla presenza del questore della Camera dei Deputati Stefano Dambruoso.
Il 31 marzo del 2017, il documentario è stato oggetto di una manifestazione nell'Aula Volta dell'Università degli Studi di Pavia, con ospiti come Luigi Riganti, magistrato della prima sezione penale presso il Tribunale di Pavia, e del giornalista di Avvenire Toni Mira, e il 21 aprile presso il palazzo di Giustizia di Caltanissetta in una presentazione organizzata dalla Scuola superiore della magistratura; il 14 settembre, il film di Lorenzano è stato presentato presso la Protomoteca del Campidoglio, in un incontro patrocinato dal comune di Roma, a cui hanno partecipato anche Giulio Scarpati, Luca Tescaroli, sostituto procuratore a Roma e già PM nel processo di Capaci, chi ha condotto le indagini sui mandanti occulti delle stragi, e la sindaca della Capitale Virginia Raggi.
Il 10 novembre dello stesso anno, il documentario è stato accolto fuori concorso al Reggio Film Festival, a Reggio nell'Emilia. Nel mese di dicembre, il film è valso al regista il premio Assostampa, conferito dalla sezione di Agrigento del sindacato unitario dei giornalisti, e il premio Il Gattopardo della Legalità del 2018, nell’ambito dell’8ª edizione dell’Alba della Legalità, promossa dalle associazioni Giuseppe e Paolo Borsellino, da Libera e dal comune di Santa Margherita di Belice.
Dal 12 dicembre del 2017, data della prima TV, il documentario è stato distribuito in digitale terrestre entrando nei palinsesti di Rai Storia, nel format Speciali Storia. Il documentario è più volte riproposto in replica sul canale 54 ed è disponibile alla visione libera dalla piattaforma on-demand RaiPlay.
Nel 2018 è stato prodotto e rilasciato un cofanetto DVD, distribuito senza scopo di lucro, disponibile nelle maggiori biblioteche italiane per scopi didattici ed educativi.
Dal profondo Sud passando finanche da Tirano, il film prosegue la divulgazione dell'opera di Rosario Livatino, tra matinée nelle scuole e rassegne culturali. Nel giugno 2021, Il giudice di Canicattì è stato ospite del Magna Graecia School in the city, spin off estivo del Magna Graecia Film Festival realizzato nell’ambito del piano nazionale Cinema per la scuola promosso dal Mibac e dal Miur, presso il cortile del liceo "Michele Rua" di Soverato, insieme al regista e all'attore Michele Placido.

## Curiosità
Nel 2021, Lorenzano è tornato sull'argomento intervistando, per la serie YouTube Fuoririga, Vincenzo Livatino, il cugino di Rosario. Un altro racconto inedito fornito da chi, fin da bambino, col giudice condivideva pomeriggi di svago con dei giocattoli a corda ancora miracolosamente funzionanti, riportati alla luce nel corso dell'intervista nella casa di Canicattì, dove il tempo pare essersi fermato al giorno dell'omicidio del beato, con la sua scrivania, la sua macchina per scrivere, i suoi libri e i suoi fumetti, i suoi film in videocassetta, meticolosamente catalogati, e poi la sua toga con il cognome trapuntato, riposta nell'armadio proprio come l'aveva lasciata.

## Colonna sonora
Per il film Bruno Bavota ha composto il brano Passi, pubblicato da Universal Music Group.

## Filmografia
Il giudice ragazzino, di Alessandro Di Robilant (1994)